# Mark O'Meara
Mark Francis O'Meara (født 13. januar 1957 i Goldsboro, North Carolina, USA) er en amerikansk golfspiller, der pr. juli 2008 står noteret for 16 sejre på PGA Touren. Han har gennem karrieren vundet 2 Major-turneringer, der begge faldt i 1998, hvor han vandt både US Masters og British Open.
O'Meara har 5 gange, i 1985, 1991, 1995, 1997 og 1999, repræsenteret det amerikanske hold ved Ryder Cupen. Det er resulteret i to sejre og tre nederlag.

## Eksterne links
- Wikimedia Commons har flere filer relateret til Mark O'Meara
- Spillerinfo Arkiveret 3. februar 2009 hos  Wayback Machine